# Långnäbbad sångsmyg
Långnäbbad sångsmyg (Gerygone magnirostris) är en fågel i familjen taggnäbbar inom ordningen tättingar.

## Utseende och läte
Långnäbbad sångsmyg är en liten fågel med tunn näbb, dock kraftigare och längre än hos de flesta andra sångsmygar. Fjäderdräkten är brun ovan och smutsvit under, med en ljus bruten ögonring och lysande rött öga. Ungfågeln saknar röda ögat och har gul mungipa. Liknande mangrovesångsmygen har mindre näbb, ej bruten ögonring och mindre frenetisk sång. Brun sångsmyg har också mindre näbb och sången är ett omelodiskt "which-is-it".

## Utbredning och systematik
Långnäbbad sångsmyg förekommer på Nya Guina med kringliggande öar samt i norra och nordöstra Australien. Clements et al delar in den i tolv underarter med följande utbredning:
- Gerygone magnirostris conspicillata – nordvästra Nya Guinea (Vogelkophalvön)
- Gerygone magnirostris affinis – norra Nya Guinea, Karkar, Manam och Yapen
- Gerygone magnirostris mimikae – södra Nya Guinea (Oninhalvön till Port Moresby-området)
- Gerygone magnirostris brunneipectus – Aruöarna, Saibai och Boiguöarna (Torres sund)
- Gerygone magnirostris cobana – Waigeo, Batanta och Salawati
- Gerygone magnirostris occasa – på Kofiau
- Gerygone magnirostris proxima – D'Entrecasteaux-öarna (Fergusson och Goodenough)
- Gerygone magnirostris onerosa – Misima (Louisiaderna)
- Gerygone magnirostris tagulana – Vanatinai (Louisiaderna)
- Gerygone magnirostris rosseliana – Rossel (Louisiaderna)
- Gerygone magnirostris magnirostris – norra Australien (Kimberley i Arnhem Land och Melvilleön)
- Gerygone magnirostris cairnsensis – nordöstra Queensland (öar i södra Torres sund, i söder till Sarina)

Tongivande International Ornithological Congress (IOC) urskiljer istället endast sex underarter: cobana och occasa inkluderas i conspicillata, medan proxima, onerosa och tagulana är synonymer till rosseliana samt mimikae till brunneipectus.
Vissa inkluderar även biaksångsmyg (G. hypoxantha) i arten.

## Status
Arten har ett stort utbredningsområde och beståndet anses vara stabilt. Internationella naturvårdsunionen IUCN listar den därför som livskraftig (LC).